# Opisthacantha ruficeps
Opisthacantha ruficeps är en stekelart som först beskrevs av Jean-Jacques Kieffer 1917.  Opisthacantha ruficeps ingår i släktet Opisthacantha och familjen Scelionidae. Inga underarter finns listade i Catalogue of Life.